# Weenen
Weenen (« soupirs » en afrikaans) est une petite ville située en Afrique du Sud. Elle constitue la seconde plus ancienne colonie de peuplement européen de la province du KwaZulu-Natal.
Située sur les rives de la rivière Bushman, Weenen fut fondée en avril 1838 près des sites où 300 hommes, femmes et enfants boers furent massacrés par les Zoulous du roi Dingane le 17 février 1838.

## Démographie
Selon le recensement de 2011, la population de la commune de Weenen est de 3 126 habitants, dont 83,43 % de noirs, essentiellement de langue isizulu (80,41 %) et 7,04 % de blancs.

## Massacre de Weenen

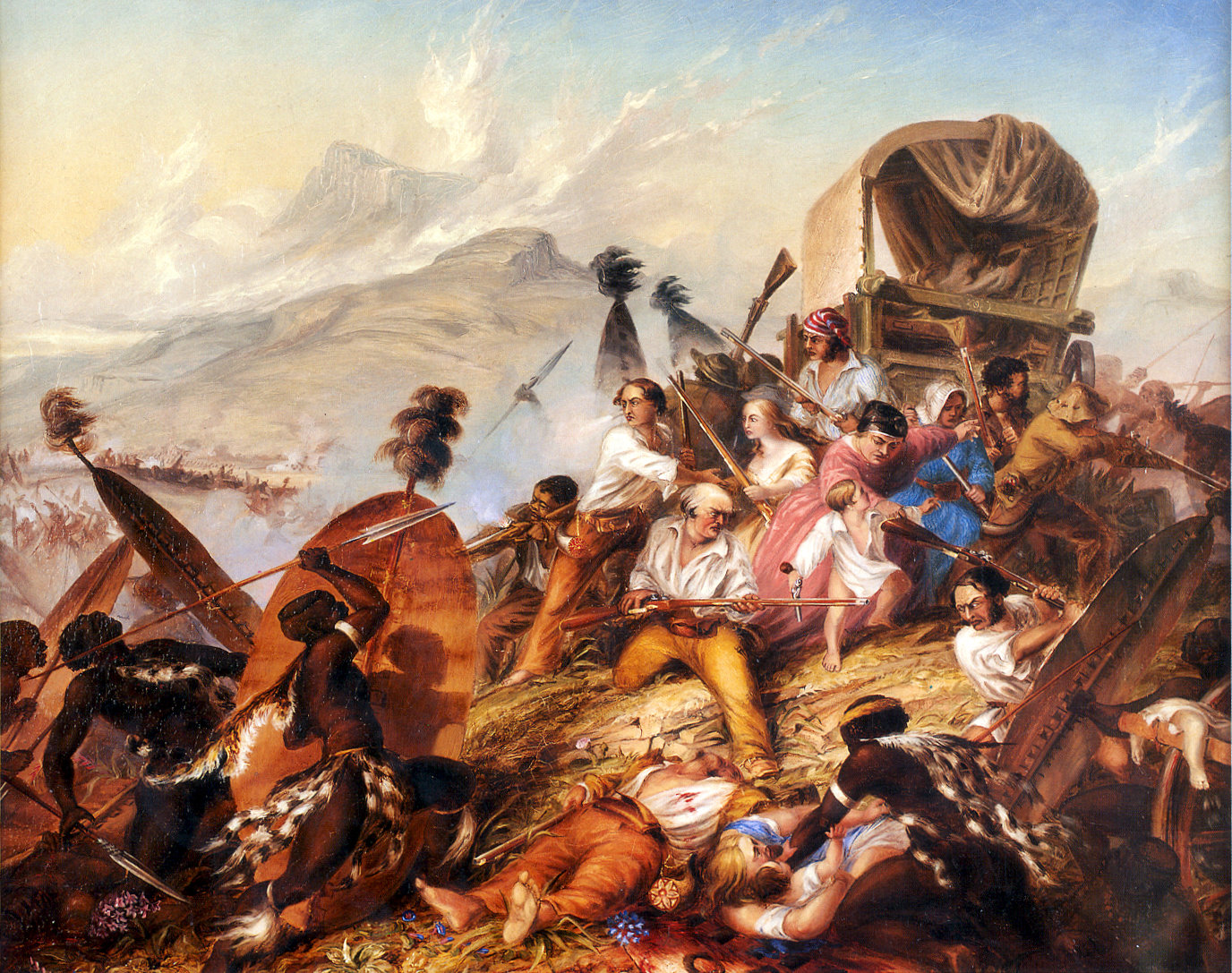
Massacre des Voortrekkers à Weenen en 1838

Le massacre de Weenen fut le prolongement de celui du voortrekker Piet Retief et de sa délégation sur ordre du roi des Zoulous. Les familles boers restés aux camps de Doringkop, Bloukrans (Blaauwekrans), Moordspruit et Rensburgspruit attendaient le retour de Retief et de ses hommes, partis signer un traité avec Dingane.
Près de 300 civils boers, dont 41 hommes, 56 femmes et 185 enfants furent tués au cours de la nuit. Parmi les quelques survivants il y eut Johanna van der Merwe, blessée néanmoins par 21 coups de sagaies. C'est à Blaauwekrans (231 tués) que les pertes boers sont les plus lourdes alors qu'à Rensburgspruit, Hans van Rensburg et Andries Pretorius parvinrent à repousser les assaillants.
Le musée de Weenen, ancien tribunal, bureau de poste et prison de Weenen, est consacré à ce massacre et aux Voortrekkers.
Les Boers reprirent cependant le contrôle de la région à la suite de la bataille de Blood River le 16 décembre 1838.

## Administration
De 2000 à 2016, Weenen est une commune de la municipalité locale de Umtshezi au côté de la ville d'Estcourt, de Mooi River, de Winterton, de Bergville, de Colenso et des localités informelles de Cornfields, Thembalihle et Mimosadale. La municipalité de Umtshezi (50 000 habitants) est alors l'un des cinq arrondissements municipaux du district de Uthukela.
En 2016, elle a fusionné avec la municipalité de Imbabazane pour former la nouvelle municipalité locale de Inkosi Langalibalele (196 226 habitants).

### Documents multimédias
- (af) Le massacre de Weenen (extrait de film sud-africain